# Centralna koherencja
Centralna koherencja – termin z zakresu psychologii poznawczej określający umiejętność łączenia w spójną całość różnorodnych informacji, pochodzących z wielu źródeł, np. z pamięci i zmysłów (informacje o stanie otoczenia). Brak lub ograniczenia koherencji centralnej odpowiadają m.in. za niezrozumienie istoty jakiegoś tematu oraz uniemożliwiają (utrudniają) odróżnienie od siebie rzeczy ważnych i nieważnych.

## Zaburzenia centralnej koherencji w autyzmie
Uta Frith zwróciła uwagę, że osoby autystyczne – dostrzegają szczegóły lepiej od osób niezaburzonych (neurotypowość). Zdecydowanie gorzej radzą sobie natomiast z syntezą tych szczegółów i z odnajdowaniem relacji pomiędzy nimi. Konsekwencją tych zaburzeń może być m.in. brak możliwości rozpoznania twarzy osób z najbliższej rodziny i odbierania sygnałów mimicznych lub rozpoznawania głosu mimo poprawnego działania narządów wzroku i słuchu. Ogranicza to lub uniemożliwia odczuwanie przez autystyczne dziecko miłości matki i uczenie się zachowań, umożliwiających w przyszłości nawiązywanie i utrzymywanie bliskich związków i innych relacji interpersonalnych.
Zajmujący się tymi problemami neuropsycholodzy stworzyli „teorię zaburzeń centralnej koherencji” (Weak central coherence theory), która wskazuje neurologiczne przyczyny autyzmu (badania nie są zakończone).